# NGC 2701
NGC 2701 في الفهرس العام الجديد، هي مجرة، تقع في كوكبة الدب الأكبر. اكتشفت في 18 مارس 1790 بواسطة ويليام هيرشل.

## روابط خارجية
- NGC 2701 على موقع ويكي سكاي: DSS2, SDSS, GALEX, IRAS, Hydrogen α, X-Ray, Astrophoto, Sky Map, Articles and images